# マチンガ県
マチンガ県（マチンガけんち、Machinga District）は、マラウイ南部州に属する県で、中心となる町はマチンガ（Machinga Town）である。

## マチンガ県
3,771 km²の面積を持ち、36万9614人の人口を擁する。北部はマンゴチ県、西部はバラカ県、南部はゾンバ県と隣接し、東部はモザンビークとの国境となっている。